# Chippie Hill
Bertha « Chippie » Hill (née à Charleston, en Caroline du Sud le 15 mars 1905 et morte à New York le 7 mai 1950) était une chanteuse de blues américaine.

## Discographie
- Trouble in mind (1926)